# Graslandgors
De graslandgors (Ammodramus humeralis) is een vogelsoort uit de familie emberizidae.

## Verspreiding en leefgebied
Deze soort komt voor in heel Zuid-Amerika, met uitzondering van Ecuador, Chili en het uiterste zuiden. Ze leven in grasland en savanne.
De soort telt vier ondersoorten:
- A. h. humeralis: van Colombia (behalve het noordoosten) en Venezuela (behalve het noordwesten) via de Guyana's tot oostelijk Brazilië.
- A. h. pallidulus: noordoostelijk Colombia en noordwestelijk Venezuela.
- A. h. xanthornus: zuidoostelijk Peru en noordoostelijk Bolivia tot het zuidelijke deel van Centraal-Brazilië, Uruguay en centraal Argentinië.
- A. h. tarijensis: zuidoostelijk Bolivia.

In Suriname komt hij voornamelijk voor op de weinige stukken savanne die het land rijk is. In het verre zuiden in Sipaliwini en op de Oude Kustvlakte bijvoorbeeld bij Zanderij.

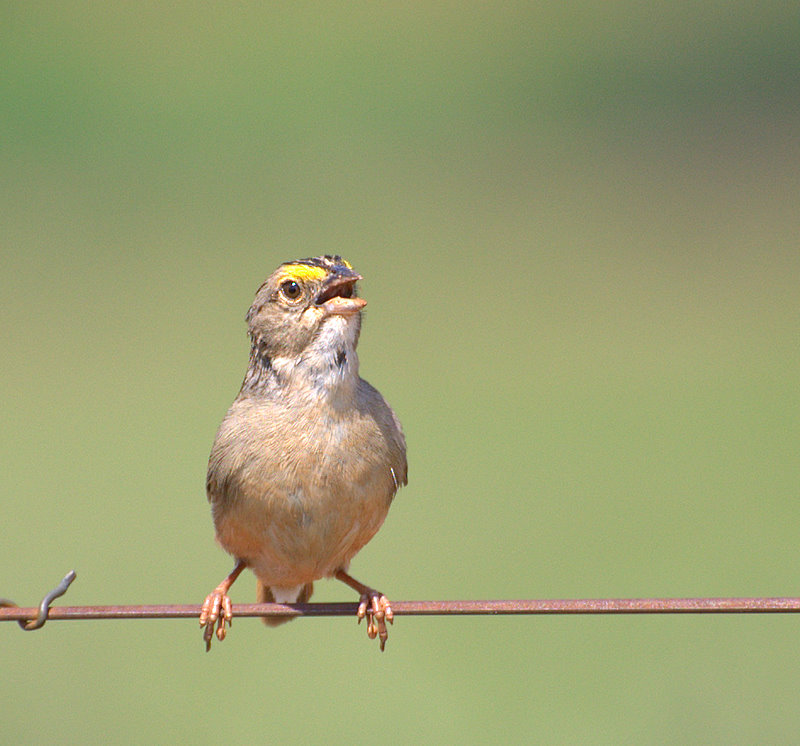
Mesorregião de Assis
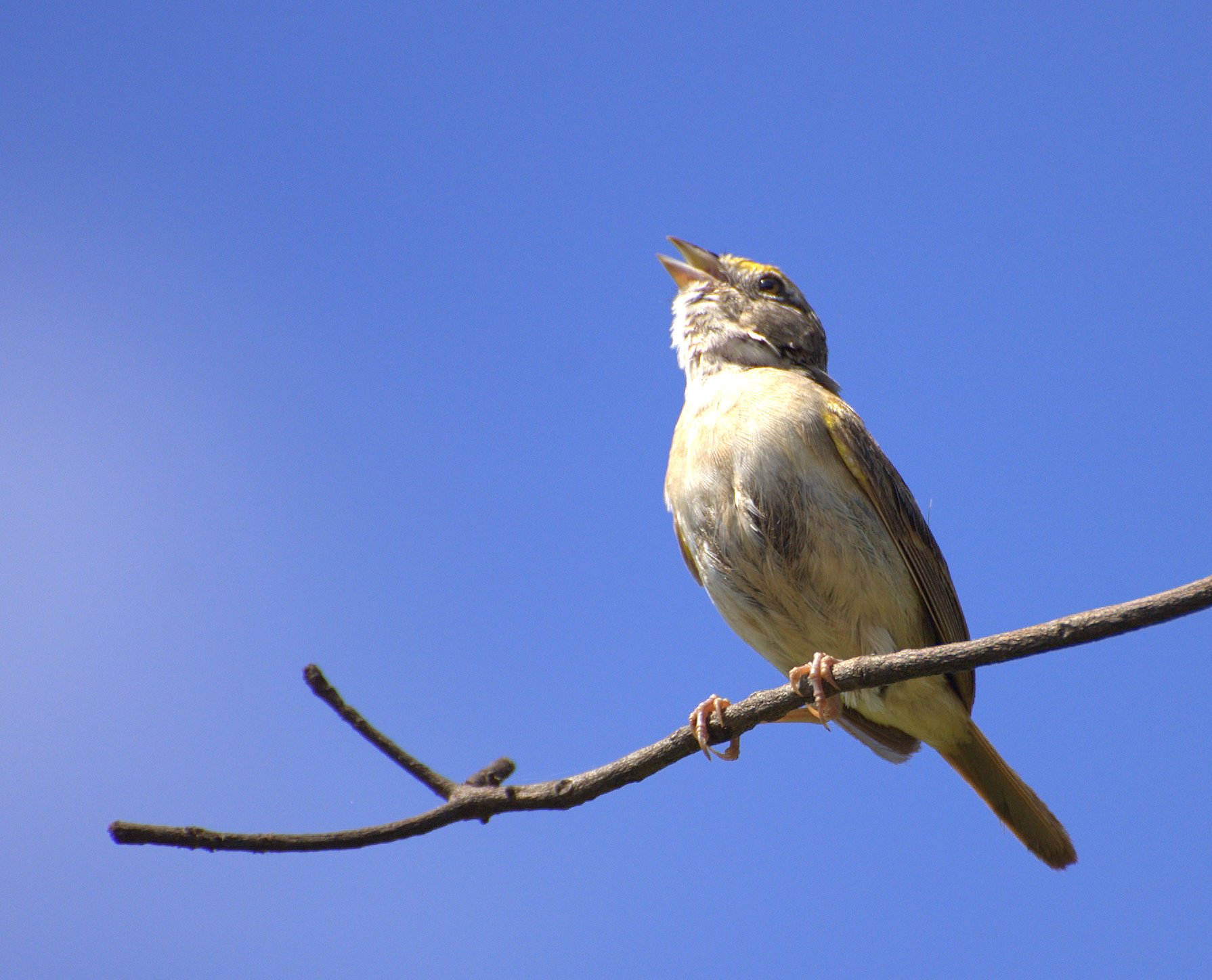
Piraju
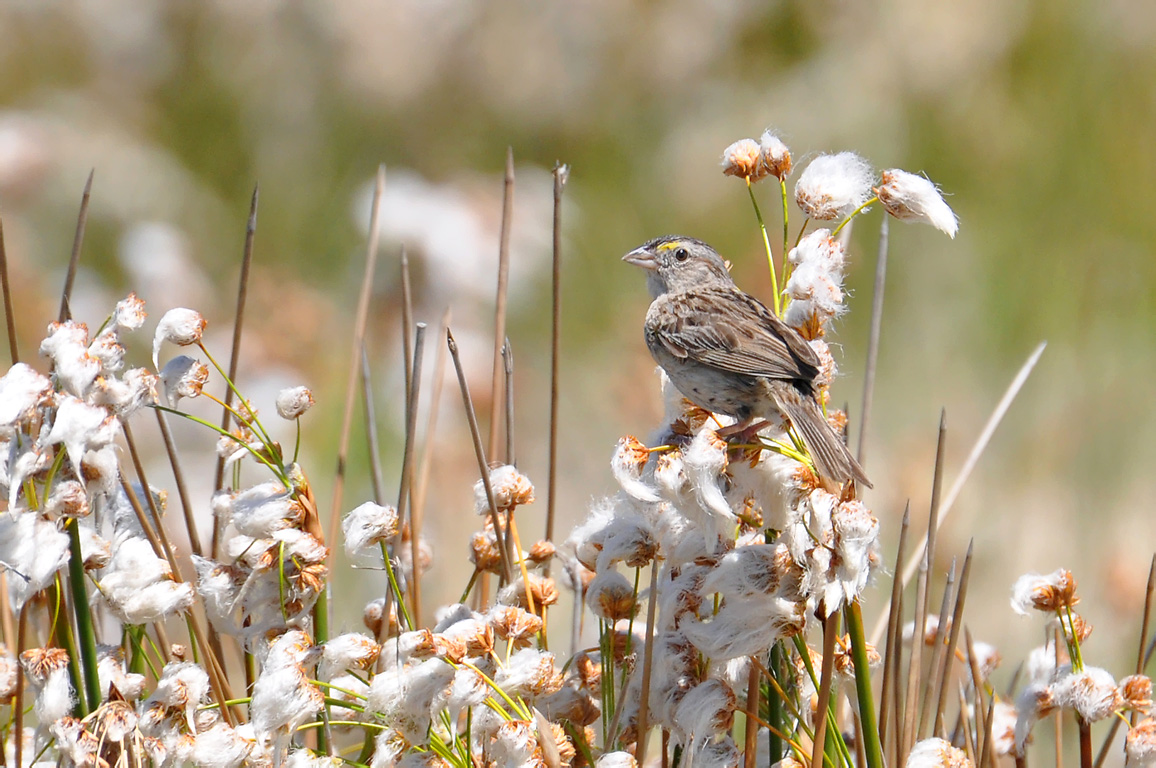
Rio Grande do Sul